# Ернст VI фон Мансфелд-Хинтерорт
Ернст VI (III/IV) фон Мансфелд-Хинтерорт (на немски: Ernst VI (III/IV) von Mansfeld-Hinterort; * 28 юли 1561 в Ротенбург ан дер Заале; † 7 април 1609 в Хергисдорф) е граф и господар на Мансфелд-Хинтерорт, императорски таен съветник 1586 г.
Той е син на граф Йохан фон Мансфелд-Хинтерорт († 1567) и втората му съпруга принцеса Маргарета фон Брауншвайг-Люнебург († 1596), дъщеря на херцог Ернст I фон Брауншвайг-Люнебург-Целе († 1546) и съпругата му София фон Мекленбург-Шверин († 1541). Внук е на граф Албрехт VII фон Мансфелд-Хинтерорт († 1560) и правнук на граф Ернст I фон Мансфелд-Хинтерорт († 1486).
Брат е на граф Фридрих Христоф фон Мансфелд-Хинтерорт (1564 – 1631), който има два сина граф Ернст Лудвиг фон Мансфелд-Хелдрунген (1605 – 1632) и Кристиан Фридрих, граф и господар цу Мансфелд (1615 – 1666). Сестра му Мария (1567 – 1625/1635) e омъжена 1563 г. за ландграф Лудвиг IV фон Хесен-Марбург (1537 – 1604) и 1611 г. за граф Филип V фон Мансфелд-Фордерорт (1589 – 1657).
Ернст VI умира на 7 април 1609 г. в Хергисдорф, Мансфелд-Сюдхарц, Саксония-Анхалт, на 47 години и е погребан в Айзлебен.

## Фамилия
Ернст VI (IV) фон Мансфелд-Хинтерорт се жени на 12 февруари 1589 г. в Айзлебен за вилд и рейнграфиня Юлиана фон Кирбург-Пютлинген (* септември 1551; † 21 януари 1607), дъщеря на вилд и рейнграф Томас Томас фон Залм-Кирбург-Пютлинген († 1553) и графиня Юлиана фон Ханау-Мюнценберг ((† 1595). Те имат децата:
- Йохан Томас фон Мансфелд-Хинтерорт (* 24 януари 1590 в Айзлебен; † 5 февруари 1590 в Айзлебен)
- Анна Юлиана фон Мансфелд-Хинтерорт (* 5 април 1591; † сл. 1616), наследничка на Пютлинген, омъжена на 3 юли 1609 г. за Йохан фон Салм-Грумбах-Рейнграфенщайн (1582 – 1630), син на вилд и рейнграф Йохан Кристоф фон Даун-Грумбах-Рейнграфенщайн (1555 – 1585) и графиня Доротея фон Мансфелд-Айзлебен (1549 – 1581/1626)
- Маргарета фон Мансфелд-Хинтерорт (* август 1592; † 1638), омъжена на 21 октомври 1609 г. за вилд и рейнграф Йохан Георг фон Залм-Нойфвил († 13 септември 1650)
- Йохана Мария фон Мансфелд-Хинтерорт (* 17 септември 1595 в Страсбург; † 13 ноември 1595 в Страсбург)

Ернст VI се жени втори път на 22 септември 1608 г. за фрайин Анна Сибила фон Вартенберг, дъщеря на Карл фон Вартенберг († сл. 1609) и Катарина фон Мансфелд-Айзлебен († 1637) Те имат една дъщеря:
- Анна Сибила фон Мансфелд-Хинтерорт (* 1609 † 10 май 1636)